# His First Long Trousers
His First Long Trousers è un cortometraggio muto del 1911 diretto da Colin Campbell al suo esordio cinematografico. Nella sua carriera,  che sarebbe durata fino al 1924, Campbell girò 179 film.

## Produzione
Il film fu prodotto dalla Selig Polyscope Company.

## Distribuzione
Distribuito dalla General Film Company, il film - un cortometraggio di 150 metri - uscì nelle sale cinematografiche statunitensi il 3 novembre 1911. Nelle proiezioni, veniva programmato con il sistema dello split reel, accorpato in un'unica bobina con un altro cortometraggio prodotto dalla Selig, il documentario Seeing Indianapolis.